# Marrucheti
Marrucheti (già Campino) è una frazione del comune italiano di Campagnatico, nella provincia di Grosseto, in Toscana.

## Geografia fisica
Il paese di Marrucheti è situato nella parte meridionale del territorio di Campagnatico, distante circa 8 km dal capoluogo comunale e circa 10 km da Grosseto. Il toponimo ha origine dalla marruca, arbusto spinoso molto presente nel territorio.
Marrucheti si colloca nella parte nord-orientale della piana di Grosseto, lungo la valle dell'Ombrone, nel cuore della Maremma grossetana. Il fiume Ombrone lambisce la frazione ad est, mentre intorno alla piana dove sorge il paese si alzano le alture di Poggio al Turco (122 m s.l.m.), Poggio Petriccio (224 m) e soprattutto il Poggio del Cornone (331 m).

## Storia
Marrucheti ha rivestito un'importante posizione strategica nell'alto Medioevo, poiché si trovava sulla strada che collegava Campagnatico con Grosseto, passando per Istia d'Ombrone. Ciò è testimoniato dalla presenza di numerose chiese, fortificazioni e conventi forniti dagli Aldobrandeschi ai propri vassalli per controllare l'importante via di collegamento. Con lo spostamento della principale via d'accesso al mare a Batignano, voluto dalla repubblica senese nel basso Medioevo, Marrucheti iniziò il suo declino e il suo progressivo spopolamento. Con l'avvento della Signoria di Firenze, il territorio ritrovò nuovo vigore anche grazie alle opere di bonifica.
Nel corso del Novecento, furono realizzati degli interventi che resero Marrucheti un moderno paese rurale, come l'istituzione di scuole, luoghi di culto, centri servizi e un cimitero. Il 18 giugno 1944 un reparto non identificato di truppe tedesche in ritirata trucidò a Marrucheti sette civili, inclusa l'intera famiglia Vichi, notamente antifascista. Marrucheti divenne frazione di Campagnatico negli anni sessanta.

## Monumenti e luoghi d'interesse

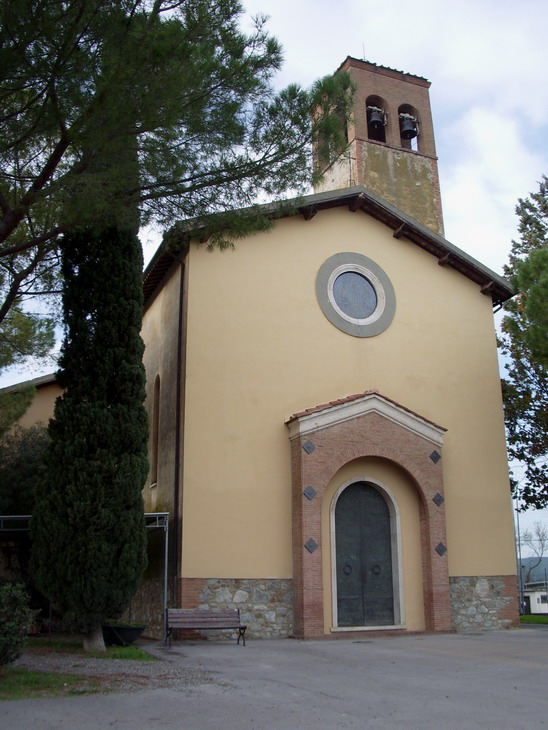
La chiesa di Santa Maria Ausiliatrice

### Architetture religiose
- Chiesa di Santa Maria Ausiliatrice, edificio parrocchiale realizzato tra il 1947 e il 1950 al centro della frazione, un tempo denominato Campino, per volere del vescovo Paolo Galeazzi.
- Cappella di Casetta Manini, piccola cappella privata risalente al 1922.

### Architetture militari
- Castello di Stertignano, antico castello duecentesco situato su un'altura poco a est di Marrucheti.

## Società

### Evoluzione demografica
Quella che segue è l'evoluzione demografica della frazione di Marrucheti.
| Anno | Abitanti |
| ---- | -------- |
| 1961 | 22       |
| 1981 | 29       |
| 1991 | 22       |
| 2001 | 90       |
| 2011 | 104      |